# 龙洲镇
龙洲镇，是中华人民共和国陕西省榆林市靖边县下辖的一个乡镇级行政单位。
2015年，陕西省民政厅批复同意撤销龙洲乡，设立龙洲镇。

## 行政区划
龙洲镇下辖以下地区：
坪庄村、新窑梁村、刘家峁村、清水河村、甘沟村、龙一村、龙二村和龙三村。